# Virginia Mendoza
Virginia Mendoza Ramírez (ur. 17 października 1979) – meksykańska zapaśniczka w stylu wolnym. Zajęła szóste miejsce na mistrzostwach świata w 2002. Zdobyła brązowy medal na mistrzostwach panamerykańskich w 2002. Dwukrotna medalistka igrzysk Ameryki Środkowej i Karaibów, srebro w 2002 roku.